# 建設工学科
建設工学科（けんせつこうがっか）は、大学の学科のひとつ。“学科”と名乗るのは短大以上である。建設（建築と土木）の設計・施工などの知識・技術修得を目指す教育、研究がおこなわれる。
設置している学校では、建築系と土木系の学科を統合して設置されている場合もあるが土木系の学科が名称変更した場合がほとんどである。
以前は「建設学科」なども多く存在したが、昨今の学科再編により1校のみとなった。

## 建設工学科などを持つ日本の大学・高専/短期大学
建設という言葉を含む学科は以下のようになっている。土木系学科では建設の前に土木・建築・環境などをつける学科が多いことがわかる。また、神戸大学にあった建設学科は2007年に建築学科と市民工学科（Civil Engineeringを直訳したもの、土木科）に再分離した。

### 国立
旧建設学科だった大学 - 下記のうち新潟大学と宇都宮大学2校は入学時、また年次途中で建築と土木に専攻を選択していた。
- 新潟大学工学部 - 工学科建築分野建築学プログラムと工学科 力学分野 社会基盤工学プログラムに改組
- 宇都宮大学工学部 - 地域デザイン科学部 建築都市デザイン学科と社会基盤デザイン学科とに改組
- 神戸大学工学部 - 上記参照
- 横浜国立大学工学部 - その後横浜国立大学理工学部 建築都市・環境系学科 →　都市科学部開設に伴い移設され、建築学科と都市基盤学科とに改組

建設工学科
- 徳島大学工学部

建設社会工学科
- 九州工業大学工学部（地域環境デザインコース、都市再生デザインコース）

その他
- 長岡技術科学大学工学部（建設工学課程→2015年に環境システム工学課程と合併改組し、環境社会基盤工学課程に）
- 福井大学工学部（建築建設工学科）- 年次途中で建築と土木に専攻を選択する。
- 山口大学工学部（社会建設工学科）1994年10月に土木工学科、建設工学科、資源工学科から改組
- 香川大学工学部（安全システム建設工学科→香川大学創造工学部創造工学科へ）
- 愛媛大学工学部（環境建設工学科）- 土木工学コース、社会デザインコース
- 琉球大学工学部（環境建設工学科）- 年次途中で建築と土木に専攻を選択する。
- 埼玉大学工学部は、環境社会デザイン学科に
- 高知工業高等専門学校（建設システム工学科）
- 松江工業高等専門学校（環境・建設工学科）
- 舞鶴工業高等専門学校（建設システム工学科）
- 八戸工業高等専門学校（建設環境工学科）
- 福島工業高等専門学校（建設環境工学科）
- 高松工業高等専門学校（建設環境工学科）

### 私立
建設学科
- ものつくり大学技能工芸学部（コースは４コース）

環境建設工学科
- 東北学院大学工学部

建設のつく学科だった大学
都市建設工学科
- 中部大学工学部 - 2004年4月に土木工学科から改称。2012年建築学科に合流し、建築学科土木専攻に改組。2024年4月には同学科を改組し、建築学部開設予定。同専攻の専攻名称を「都市空間インフラ専攻」とする予定。

## 大学に相当する教育を行う施設
独立行政法人大学評価・学位授与機構により大学に相当する教育を行うと認定された省庁大学校のうち、該当する施設は以下のとおりである。
建設環境工学科
- 防衛大学校システム工学群

## 建設工学科などを持つ日本の専修学校
- 北海道芸術デザイン専門学校 工業分野専門課程 国際建築工学デザイン学科
- 東北電子専門学校 工業専門課程 建築科 建築工学コース
- 青山製図専門学校 製図専門課程（工業） 建築工学科
- 中央工学校 工業専門課程 建築工学科
- 東京工学院専門学校 工業専門課程 建築学科 建築工学コース
- 浅野工学専門学校 工業専門課程 建築工学科
- 東海工業専門学校金山校 工業専門課程 建築工学科（昼間部）
- 東海工業専門学校金山校 工業専門課程 建築工学科（夜間部）
- 専門学校日本工科大学校 工業専門課程 環境建設工学科
- 岡山科学技術専門学校 工業専門課程 建築工学科
- 福岡建設専門学校 工業専門課程 昼間部 建築工学科
- 麻生建築&デザイン専門学校 工業専門課程 建築工学科